# Solbus Solcity 11M
Solbus Solcity 11M − autobus miejski niskowejściowy z rodziny SN produkowany od 2006 roku przez Fabrykę Autobusów "Solbus" z Solca Kujawskiego. W trakcie prac projektowych i w pierwszym okresie produkcji nosił on oznaczenie Solbus Solcity SN11M.

## Historia modelu
Solcity SN11 to pierwsza rodzina autobusów samodzielnie zaprojektowana i wdrożona do produkcji przez firmę Solbus. Zastąpiła licencyjny model Solbus B 9,5. Pod względem technicznym model "Solcity 11M" jest bardzo podobny do wdrożonego do produkcji pod koniec 2006 roku modelu podmiejskiego Solbus Solcity 11L. Różnice dotyczą głównie innego układu wnętrza. Projekt powstał we współpracy z firmą stylistyczną Nc.Art z Sękocina koło Warszawy. Prototyp debiutował na targach Transexpo 2005 w Kielcach, po czym został on sprzedany jednej z firm transportowych. 
"Solbus Solcity 11M" posiada samonośne nadwozie z kratownicową podłogą. Szkielet nadwozia jest wykonywany ze stali nierdzewnej, zaś poszycie ze stali nierdzewnej i tworzywa sztucznego, połączonych ze szkieletem nadwozia za pomocą klejenia. Instalacja elektryczna jest zbudowana na bazie szyny danych CAN-BUS.
W październiku 2007 r. model ten został zaprezentowany na targach "Bus &Coach Live 2007" w Birmingham przez filię handlową firmy "Solbus" w Wielkiej Brytanii noszącą nazwę "Solbus UK Ltd". 
Pod koniec 2008 roku rozpoczęła się produkcja niskopodłogowego modelu serii SM - Solbus Solcity 12. Ze względu na inny układ podłogi jest on uzupełnieniem oferty autobusów miejskich firmy Solbus, a nie następcą modeli dotychczasowych. W planach jest rozpoczęcie produkcji bardziej zbliżonego rozmiarami modelu niskopodłogowego Solbus Solcity 10,5.

## Solbus Solcity SubUrban 11
W 2010 roku do produkcji wejdzie model Solbus Solcity SubUrban 11 (kod fabryczny SC11) traktowany przez producenta jako pojazd przedmiejski (w odróżnieniu od podmiejskiego). Będzie on miał takie same wymiary i wygląd zewnętrzny jak poprzednik. Jesienią 2009 roku powstanie również krótsza o metr wersja Solbus Solcity SubUrban 10. Taki sam wygląd zewnętrzny będzie wynikał z zastosowania tych samych laminatów ścian zewnętrznych co w autobusach serii SN11. Główna zmiana w stosunku do poprzednika to zupełnie nowy szkielet nadwozia spełniający wymogi regulaminu 66 Unii Europejskiej dotyczącego odporności na przewrócenie autobusu na bok. W samonośnym szkielecie zastosowane zostaną pionowe słupki nośne połączone z poziomymi łącznikami, zamiast dotychczasowych długich poziomych belek z krótkimi pionowymi nienośnymi łącznikami. Wprowadzono również specjalną konstrukcję z boku, o przekroju w kształcie trójkąta, zapobiegającą zapadnięciu się struktury nadwozia podczas wywrotki. Niektóre fragmenty szkieletu bazują na rozwiązaniach zastosowanych w serii SM, a służących ograniczeniu masy. Przykładowo część podłogowa wykorzystuje specjalne ceowniki z wyciętymi symetrycznymi otworami, podobne rozwiązania zastosowano w zabudowie przedniego zawieszenia. Obniżenie masy umożliwi zwiększenie maksymalnej pojemności do 95 osób, w tym do 31 osób na miejscach siedzących. Do wyboru będą dwa silniki wysokoprężne spełniające wymogi normy Euro 5. Cummins ISB6.7E5250B o pojemności 6,7 dm³ i mocy maksymalnej 184 kW (250 KM) lub Iveco N60 ENTC Euro 5 o pojemności 5,88 dm³ i mocy maksymalnej 194 kW (264 KM). Zastosowane zastanie niezależne przednie zwieszenie firmy Voith oraz tylna oś firmy Arvin Meritor. Do wyboru będzie manualna skrzynia biegów ZF 6S-1200B0 lub automatyczna Voith DIWA5, mechanizm kierowniczy firm RBL lub ZF. Zmiany konstrukcyjne doprowadzą do lepszej podatności serwisowej autobusu, zwłaszcza jego układu napędowego, czy takich elementów jak np. nagrzewnica stanowiska kierowcy, żarówki reflektorów. W razie zainteresowania klientów może zostać opracowana wersja dostosowana do ruchu prawostronnego (RHD).

## Przypisy

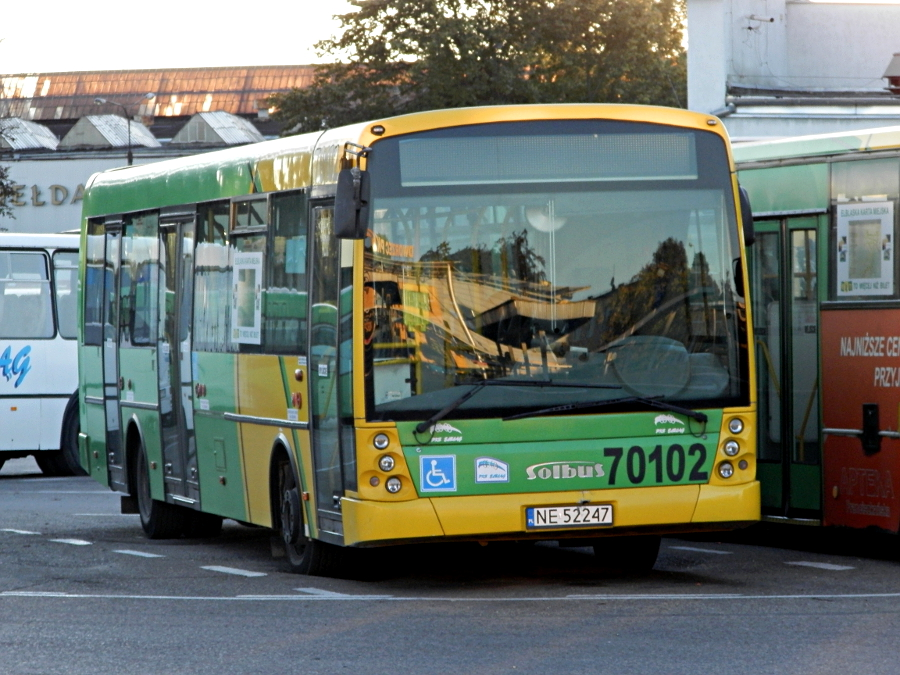
Solbus SN11M w PKS Elbląg